# بيير كاديو
بيير كاديو هو سياسي كندي، ولد في 6 أبريل 1948 في Vaudreuil-Soulanges Regional County Municipality ‏ في كندا. نشط حزبياً في الحزب الكندي التقدمي المحافظ. وقد انتخب عضو مجلس العموم الكندي.